# Годфрид Данелс
Годфрид Данелс (на нидерландски: Godfried Danneels) е белгийски католически духовник.

## Биография
Той е роден на 4 юни 1933 година в Канегем, днес част от Тийлт в Западна Фландрия. Завършва философия в Льовенския католически университет и защитава докторат по богословие в Папския Григориански университет в Рим. През 1957 година е ръкоположен за свещеник, през 1977 година става епископ на Антверпен, а през 1979 година – архиепископ на Мехелен-Брюксел. От 1983 година е кардинал. През 2010 година се оттегля от архиепископския пост.
1. ↑  danneels //   Посетен на 13 октомври 2020 г.